# Oligonema
Oligonema is een geslacht van slijmzwammen uit de familie Trichiidae. De typesoort is Oligonema nitens.

## Soorten
Het geslacht telt de volgende zes soorten (peildatum september 2023):
| Soortnaam              | Auteur(s)                       | Publicatiejaar |
| ---------------------- | ------------------------------- | -------------- |
| Oligonema aurantium    | Nann.-Bremek.                   | 1968           |
| Oligonema dancoii      | Aramb. & Spinedi                | 1989           |
| Oligonema flavidum     | (Peck) Peck                     | 1878           |
| Oligonema intermedium  | M. de Haan                      | 2003           |
| Oligonema oedonema     | Yu Li, Shuang L. Chen & H.Z. Li | 1992           |
| Oligonema schweinitzii | (Berk.) G.W. Martin             | 1947           |